# イーサ・ビン・サルマーン・アール・ハリーファ
イーサ・ビン・サルマーン・アール・ハリーファ（アラビア語: عيسى بن سلمان آل خليفة, ラテン文字転写: ʿĪsā bin Salmān bin Ḥamad Āl Khalīfa, 1931年6月3日 - 1999年3月6日）は、バーレーンの初代アミール（首長）である。

## 生涯
イーサはバーレーンのアル・ジャスラで生まれた。父はサルマーン・ビン・ハマド・アール・ハリーファ、母はハマド・ビン・イーサ・アール・ハリーファの娘のムーザ・ビント・ハマド・アール・ハリーファ（1933年-2009年）である。
1961年11月2日に父が亡くなったことにより、その跡を継いでハーキムとなった。
イーサは1968年にナジャフのアーヤトッラー・ムフスィン・アル＝ハキームを訪問し、シーア派との関係強化に熱心であることを示した。
イーサの治世の間に、バーレーンは1971年にイギリスから独立し、イーサは初代アミール（首長）となった。バーレーン政府は当初、アラブ首長国連邦(UAE)に加盟することを検討していたが、イーサは提案された憲法への不満を理由に、（カタールと共に）UAEへの加盟を撤回させた。
その後、イーサは議会制民主主義の穏健な形態を導入しようと試み、1973年の議会選挙では全ての男性に投票権を与えた。しかし、1974年に政府が提出した国家安全保障法案の可決を議会が拒否したため、1975年8月にイーサは議会を解散した。イーサの治世中に議会制に復帰することはできず、アミールは左翼陣営やイスラム主義陣営から時折あった抗議との戦いを余儀なくされ、それは1994年にピークに達した。
治世中は、弟のハリーファとの取り決めにより、アミールは外交的・儀式的な役割を果たし、ハリーファは首相として政府と経済をコントロールしていた。
イーサは38年間のアミール時代に、バーレーンを近代国家へと経済的に転換させ、ペルシャ湾岸地域の重要な金融センターとしての地位を確立させた。その一方で、議会を解散させ、絶対的な権力を握ったとして批判されている。
イーサは1999年3月6日、アメリカのウィリアム・コーエン国防長官との会談の直後、首都マナーマの政府庁舎内で心臓発作のため死去した。67歳だった。最後に公の場に姿を表したのは、死の1か月前のヨルダンのフセイン1世国王の葬儀だった。
アメリカ大統領ビル・クリントンは、イーサの死のニュースに「深い悲しみ」を表明し、イーサを「平和の良き友人」と讃えた。コフィー・アナン国連事務総長も「大きな悲しみ」を表明し、イーサを地域の「安定のための力」と表現した。イーサの遺体はアル・リファー墓地に埋葬された。
長男のハマドが後継のアミールとなった。

## 家族
イーサは、サルマーン・ビン・イブラーヒーム・アール・ハリーファの娘であるいとこのヘッサ・ビント・サルマーン・アール・ハリーファ（1933年 - 2009年）と1949年5月8日に結婚した。ヘサとの間には息子5人と娘4人が生まれた。
- ハマド・ビン・イーサ・アール・ハリーファ - 現国王
- ラーシド・ビン・イーサ・アール・ハリーファ（アラビア語版）
- ムハンマド・ビン・イーサ・アール・ハリーファ（英語版）
- アブドゥッラー・ビン・イーサ・アール・ハリーファ（アラビア語版）
- アリー・ビン・イーサ・アール・ハリーファ（アラビア語版）
- マリヤム・ビント・イーサ・アール・ハリーファ
- シャイハ・ビント・イーサ・アール・ハリーファ
- ムニーラ・ビント・イーサ・アール・ハリーファ
- ヌーラ・ビント・イーサ・アール・ハリーファ